# A Klase 1958
L'edizione 1958 dell'A Klase fu la quattordicesima come campionato della Repubblica Socialista Sovietica Lituana; il campionato fu vinto dall'Elnias Šiauliai, giunto al suo 5º titolo.

## Formula
Fu questa una stagione di transizione: la successiva fu infatti disputata sul modello europeo, cioè con inizio in autunno e fine in primavera. Pertanto in questa annata si disputò un campionato su gare di sola andate: le squadre, scese nel frattempo a 12, disputarono così solo 11 gare.
Le ultime due classificate vennero retrocesse.

## Classifica finale
|                        | Pos. | Squadra                    | Pt | G  | V | N | P | GF | GS | DR  |
| ---------------------- | ---- | -------------------------- | -- | -- | - | - | - | -- | -- | --- |
| RSS Lituana (bandiera) | 1.   | Elnias Šiauliai            | 17 | 11 | 8 | 1 | 2 | 22 | 11 | +11 |
|                        | 2.   | Raudonoji žvaigždė Vilnius | 16 | 11 | 6 | 4 | 1 | 18 | 7  | +11 |
|                        | 3.   | Spartak-2 Vilnius          | 16 | 11 | 7 | 2 | 2 | 25 | 18 | +7  |
|                        | 4.   | Inkaras Kaunas             | 12 | 11 | 4 | 4 | 3 | 19 | 9  | +10 |
|                        | 5.   | MSK Panevėžys              | 12 | 11 | 5 | 2 | 4 | 21 | 18 | +3  |
|                        | 6.   | Raudonasis spalis Kaunas   | 12 | 11 | 6 | 0 | 5 | 22 | 20 | +2  |
|                        | 7.   | Linų Audiniai Plungė       | 11 | 11 | 4 | 3 | 4 | 12 | 15 | -3  |
|                        | 8.   | KPI Kaunas                 | 10 | 11 | 3 | 4 | 4 | 20 | 10 | +10 |
|                        | 9.   | Baltija Klaipėda           | 9  | 11 | 4 | 1 | 6 | 16 | 25 | -9  |
|                        | 10.  | Lima Kaunas                | 8  | 11 | 2 | 4 | 5 | 7  | 19 | -12 |
|                        | 11.  | Cukraus fabrikas Kapsukas  | 7  | 11 | 3 | 1 | 7 | 14 | 26 | -12 |
|                        | 12.  | Elfa Vilnius               | 2  | 11 | 0 | 2 | 9 | 6  | 24 | -18 |